# Syrének bolygója
A Syrének bolygója a Mézga Aladár különös kalandjai című magyar rajzfilmsorozat tizenkettedik része, a sorozat epizódjaként a Mézga család huszonötödik része.

## Cselekmény
Rekkenő nyáresti hőség van. Kriszta elfürdi az összes vizet, és közben eláztatja a fürdőszobát, ami miatt Máris szomszéd is megjelenik. Géza és Paula is szeretnének fürdeni, ráadásul mindketten elsőnek szeretnének menni, és kihangsúlyozzák, hogy miért ők érdemlik az elsőséget. Mivel Aladárt semmiképp sem engedik előre, úgy dönt, ő és Blöki aznap éjjel a Gulliverkli klimatizált kabinjában éjszakáznak. Csakhogy az űrhajó véletlenül elindul, és mikor észbe kapnak, már egy bolygónál járnak. A vízben landolnak és elsüllyednek – de meglepő módon tudnak a víz alatt is lélegezni. Odalent furcsa, hatalmas vázákra bukkannak, amelyekben sellőszerű lények élnek egyedül, időtlen idők óta, csak saját magukról tudomást véve, és közben monománoznak (színes kövekkel játszanak egy játékot saját maguk ellen). Aladár színes kövek ígéretével bejut az egyikhez, ám ezen felbőszül Izolália, a víz alatt élő gonosz szellem, aki a lények elkülönülése felett őrködik. Bosszújában elkezdi kivonni az oxigént a vízből és a légkörbe juttatni. Aladár megmenti mindannyiukat, akik felfedezik, hogy saját magukon kívül is léteznek hozzájuk hasonló lények.

## Alkotók
- Rendezte: Nepp József, Koltai Jenő, Ternovszky Béla
- Írta: Nepp József, Romhányi József
- Dramaturg: Komlós Klári
- Zenéjét szerezte: Deák Tamás
- Operatőr: Bacsó Zoltán
- Hangmérnök: Bársony Péter
- Vágó: Hap Magda
- Lektor: Lehel Judit
- Háttér: Magyarkúti Béla
- Rajzolták: Balanyi Károly, Foky Emmi, Gáspár Imre, Gili Etelka, Hernádi Oszkár, Horváth Mária, Kaim Miklós, Kaszner Béláné, Kriskovics Zsuzsa, Lőcsey Vilmosné, Lőrincz László,  Major Józsefné, Orbán Anna, Radvány Ödönné, Szabados Mária, Székely Gáborné, Szombati Szabó Csaba, Újváry László
- Munkatársak: Csonka György, Gyöpös Katalin, Halla József, Juhász Ági, Kassai Klári, Székely Ida, Tamási Péter, Törőcsik Jolán, Zsebényi Béla
- Színes technika: Dobrányi Géza
- Gyártásvezető: Szigeti Ágnes
- Produkciós vezető: Gyöpös Sándor, Kunz Román

Készítette a Magyar Televízió megbízázásól a Pannónia Filmstúdió

## Szereplők
- Mézga Aladár: Némethy Attila
- Blöki: Szabó Ottó
- Mézga Géza: Harkányi Endre
- Mézgáné Rezovits Paula: Győri Ilona
- Mézga Kriszta: Földessy Margit
- Dr. Máris Ottokár: Tomanek Nándor
- Izolália: Schubert Éva
- Sellőszerű lények: Czigány Judit, Farkas Antal, Kőmíves Sándor, Pártos Erzsi, Somogyvári Rudolf, Vay Ilus